# 桑蘭多斯普林斯
桑蘭多斯普林斯（英語：Sanlando Springs）是位於美國佛羅里達州塞米諾爾縣的一個非建制地區。該地的面積和人口皆未知。

## 地理
桑蘭多斯普林斯的座標為28°41′01″N 81°22′54″W / 28.68361°N 81.38167°W，而該地的平均海拔高度為17米（即56英尺）。